# Mściciel (powieść Marka Billinghama)
Mściciel (ang. Death Message) – powieść kryminalna brytyjskiego pisarza Marka Billinghama z 2007. Polskie wydanie książki ukazało się w 2011 w tłumaczeniu Roberta P. Lipskiego. 

## Treść
Siódma część londyńskiego cyklu z inspektorem Tomem Thorne’em. W tej części dochodzenie toczy się wokół zwolnionego z więzienia Marcusa Brooksa, któremu na kilka dni przed opuszczeniem zakładu karnego samochód porwany przez grupę młodych gangsterów śmiertelnie potrącił żonę i dziecko. Z czasem giną po kolei osoby zamieszane w tę sprawę – m.in. członkowie gangu motocyklowego Czarne Psy. Jednocześnie inspektor Yvonne Kitson prowadzi równoległe śledztwo w sprawie zabójstwa Deniza Sedata, związanego z tureckimi gangami narkotykowymi. Do wydziału zabójstw, w którym pracują wkracza wydział wewnętrzny, badając początkowo nieokreślone nieprawidłowości. Z czasem okazuje się, że część policjantów związanych ze sprawą Brooksa była skorumpowana. 
Powieść uplasowała się na liście bestsellerów pisma „Sunday Times”. Według cyklu powstał też angielski serial filmowy w reżyserii Stephena Hopkinsa z Davidem Morrisseyem. Za Mściciela pisarz otrzymał nagrodę Theakston's Old Peculier Crime (najlepszy thriller roku w 2009).